# Ágasegyháza
Ágasegyháza is een plaats (község) en gemeente in het Hongaarse comitaat Bács-Kiskun. Ágasegyháza telt 1955 inwoners (2005).